# اچ‌دی‌ام‌اس ایندفودسرتن
اچ‌دی‌ام‌اس ایندفودسرتن (به انگلیسی: HDMS Indfødsretten) یک کشتی بود که طول آن ۱۵۸ فوت (۴۸ متر) بود.